# Митин, Алексей Константинович
Алексей Константинович Митин (род. 9 октября 1965, Ленинград) — советский, русский художник.

## Биография
В школьные годы посещал искусствоведческий кружок в Эрмитаже. В 1989 г. окончил Институт живописи, скульптуры и архитектуры им. И. Е. Репина.
Участник объединений ТЭИИ (с 1991 г.), «Митьки», «Новые художники», «Свободная культура».
С июня 1989 по февраль 1993 г. жил на Пушкинской, 10 (во флигеле — 2-й двор налево, двухэтажное здание; с апреля 1992 по февраль 1993 — в кв. 77), где также работали Игорь Рятов, Вадим Овчинников, Александр Овчинников, Владислав Мамышев-Монро, Владимир Сорокин, Владислав Гуцевич, Евгений Тихонович Кондратьев, Олег Котельников.
С начала 1993 по конец лета 1996 г. жил в Европе (Берлин — Париж — Лион — Безансон — Берлин — Гамбург).
Член общества «ПВА» (Петербургский ВидеоАрхив) с 2008 года.
Работает в Эрмитаже научным сотрудником отдела Западноевропейского изобразительного искусства, хранителем рисунков западноевропейских мастеров в фонде «Б».

## Творчество
С 1988 г. участвует в выставках «Митьков» и ТЭИИ.
В 1988—1992 гг. снимался в «параллельном кино» почти во всех фильмах Евгения Кондратьева.
В 1988—1995 гг. участвовал в массовках «Поп-механики» Сергея Курёхина.

Картины Алексея Митина напоминают по своему духу работы импрессионистов и постимпрессионистов. Есть в них что-то парижское, какой-то нерв и надлом, ощущение жизни в контрастах, изящество и печаль. — Ирина Дудина (цит. по:)
Его работы хранятся в Русском музее, Саратовском художественном музее им А. Н. Радищева, Дальневосточном художественном музее, Воркутинском музейно-выставочном центре, на «Пушкинской, 10», в галереях Санкт-Петербурга (Ультрамарин, Сельская жизнь, Матисс, Борей), в частных коллекциях (Николая Кононова, Олега Гаркуши, Николая Благодатова, Бориса Файзулина, Влада Шинкарёва).
Городские пейзажи рабочих районов Берлина и Гамбурга хранятся в собрании семьи Райнера Хильдебрандта и в Музее Берлинской стены в Берлине.